# Stérée hirsute
Stereum hirsutum
Espèce
Le Stérée hirsute (Stereum hirsutum) est une espèce de champignons agaricomycètes de la famille des Stereaceae.

## Description

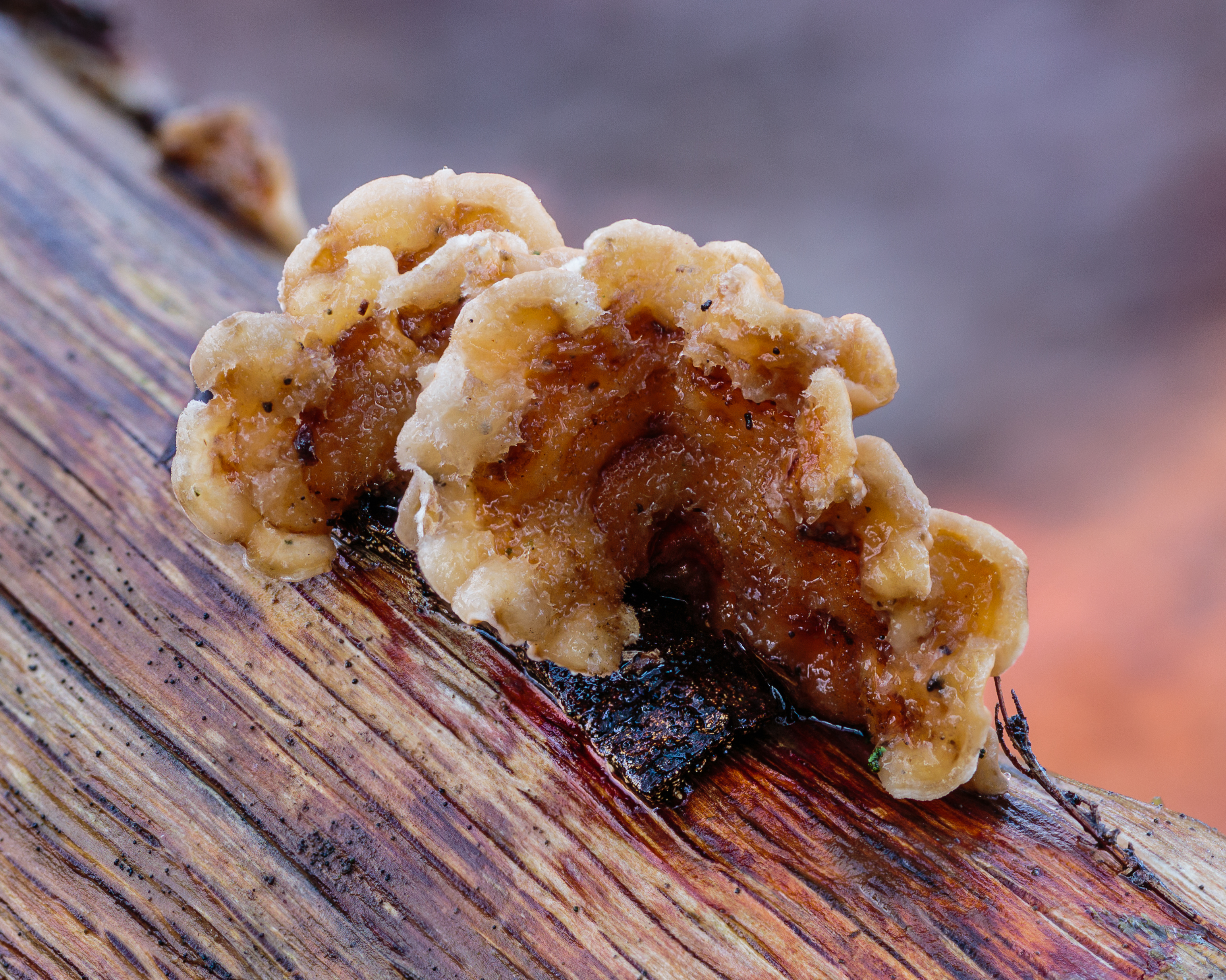
Une stérée hirsute sur une branche morte. Sa taille est d'environ 5 cm.
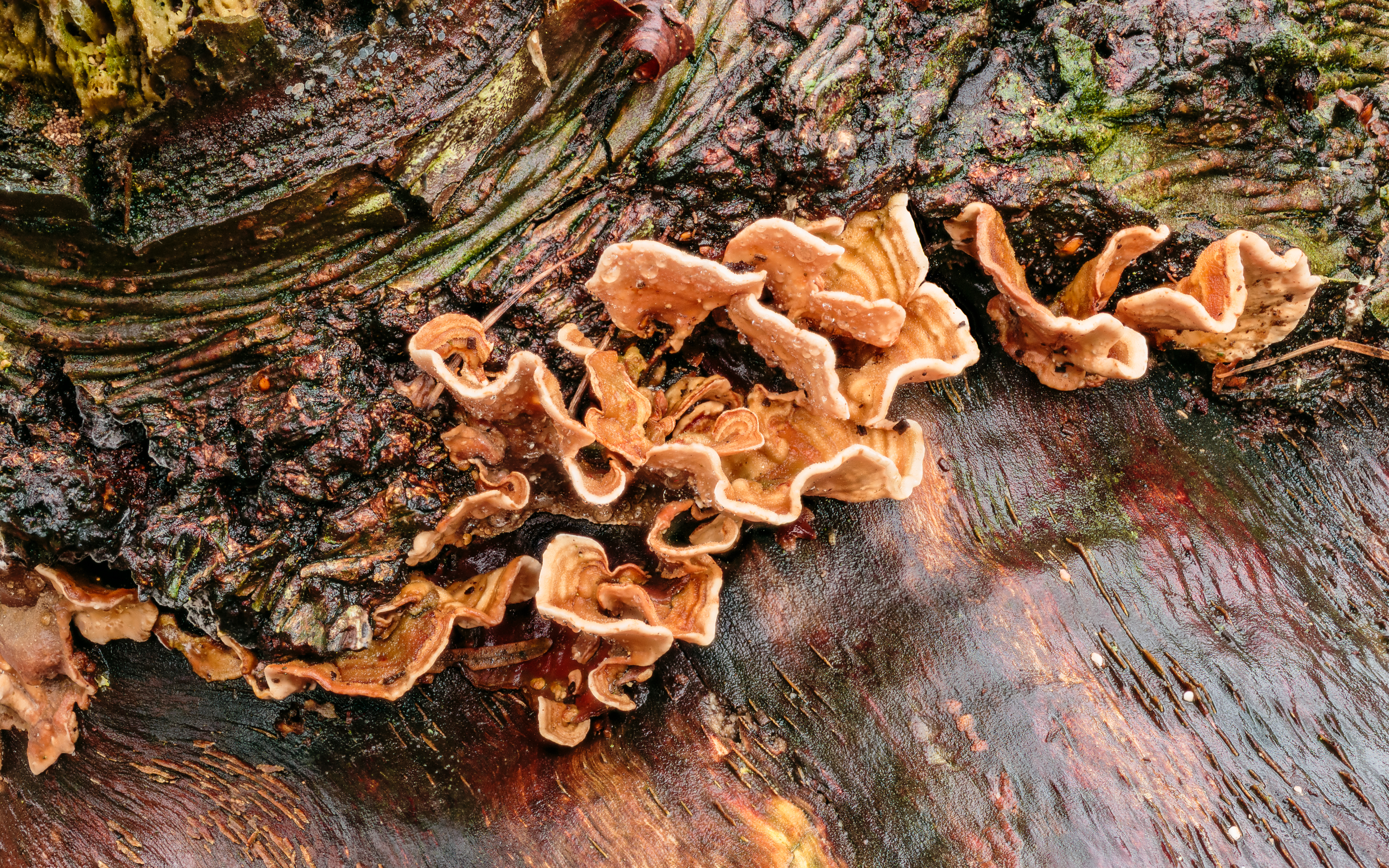
Une autre stérée hirsute sur un aulne, d'environ 11 cm de long.
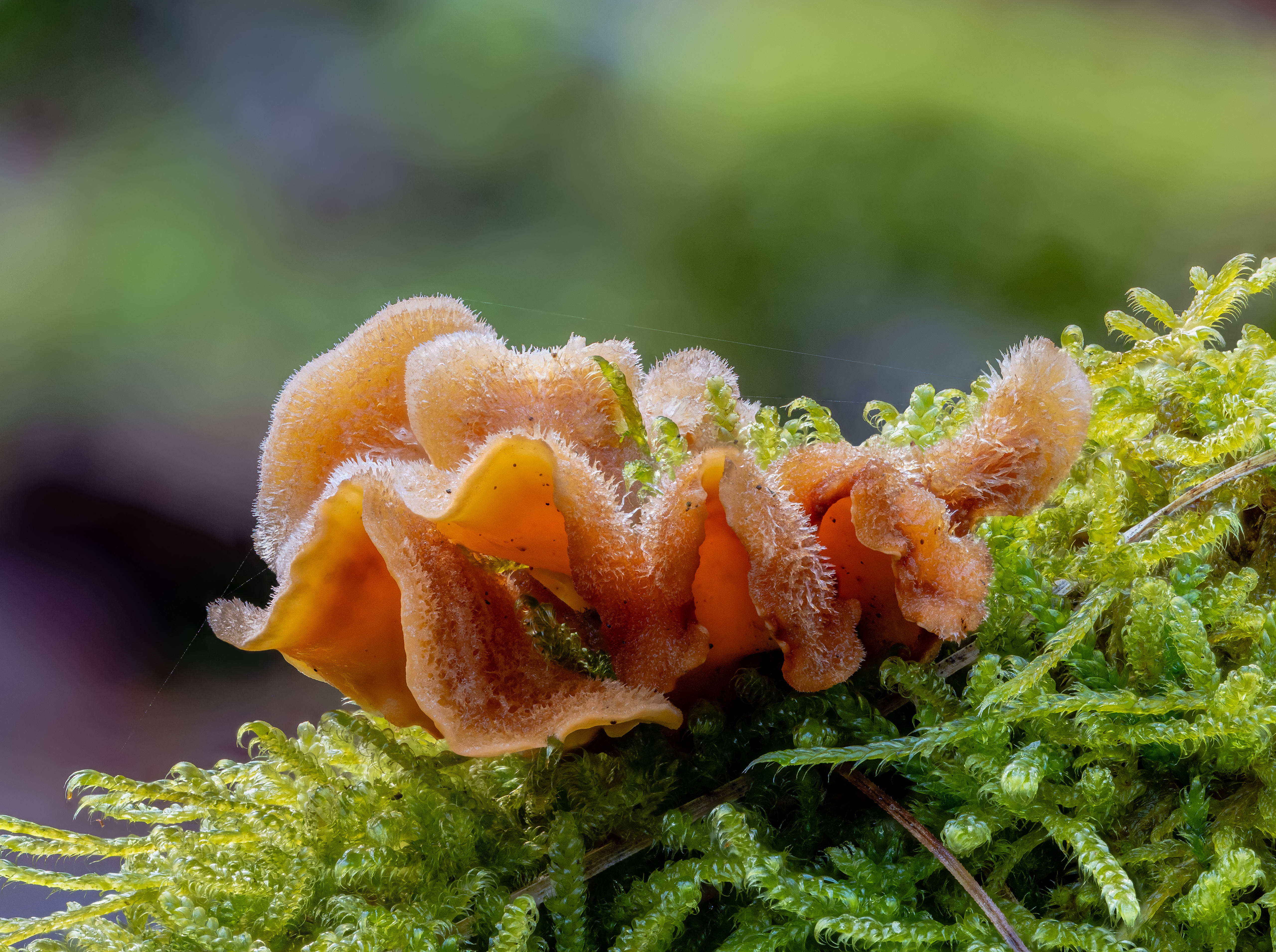
Autre stérée hirsute à Bruderwald à Bamberg, Allemagne.